# معرض غوتنبرغ للكتاب

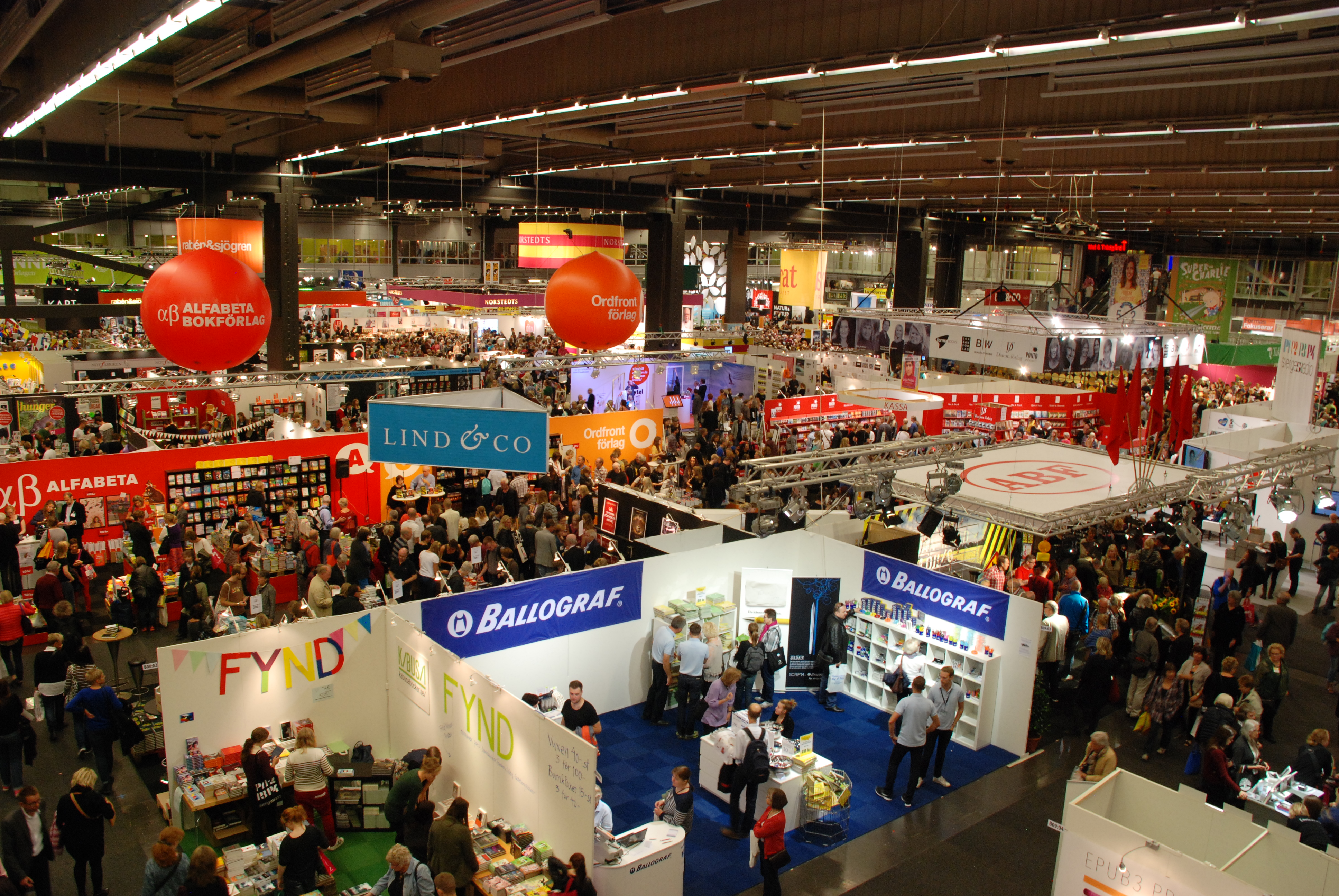
معرض غوتنبرغ للكتاب

معرض غوتنبرغ للكتاب (بالسويدية: Göteborg Book Fair) هو حدث سنوي يعقد في غوتنبرغ، السويد، منذ عام 1985. بدأ بشكل أساسي كمعرض تجاري (لأمناء المكتبات والمعلمين)، لكنه الآن أكبر مهرجان أدبي في الدول الاسكندنافية وثاني أكبر معرض للكتاب في أوروبا بعد معرض الكتاب في فرانكفورت.[بحاجة لمصدر] يقام معرض الكتاب عادة في الأسبوع الأخير من شهر سبتمبر من كل عام. يزور المعرض حوالي 100,000 زائر و900 عارض سنويًا.[بحاجة لمصدر]

## روابط خارجية
- الموقع الرسمي